# Henrik Rummel
Henrik Rummel (ur. 26 września 1987 w Kopenhadze) – amerykański wioślarz, brązowy medalista olimpijski, mistrz świata.

## Osiągnięcia
| Rok  | Impreza                     | Miejsce                  | Konkurencja          | Lokata     |
| ---- | --------------------------- | ------------------------ | -------------------- | ---------- |
| 2005 | Mistrzostwa świata juniorów | Brandenburg an der Havel | ósemka               | 1. miejsce |
| 2008 | Mistrzostwa świata U-23     | Brandenburg an der Havel | ósemka               | 1. miejsce |
| 2009 | Mistrzostwa świata          | Poznań                   | dwójka ze sternikiem | 1. miejsce |
| 2010 | Mistrzostwa świata          | Hamilton                 | czwórka bez sternika | 5. miejsce |
| 2011 | Mistrzostwa świata          | Bled                     | ósemka               | 8. miejsce |
| 2012 | Igrzyska olimpijskie        | Londyn                   | czwórka bez sternika | 3. miejsce |
| 2013 | Mistrzostwa świata          | Chungju                  | czwórka bez sternika | 3. miejsce |
| 2014 | Mistrzostwa świata          | Amsterdam                | czwórka bez sternika | 2. miejsce |